# رومپلز سی.۴
رومپلز سی. ۴ (به انگلیسی: Rumpler_C.IV) یک هواگرد ملخ‌پیشین تک‌موتوره از نوع شناسایی ساخت شرکت Rumpler Flugzeugwerke است. این هواگرد در سال ۱۹۱۷ میلادی رسماً معرفی گردید.
طراح این هواگرد، Dr. Edmund Rumpler بود.